# Gian & Giovani (álbum de 1996)

Gian & Giovani é o sexto álbum de estúdio da dupla sertaneja Gian & Giovani, lançado em 1996. Em 1996 Gian & Giovani lançavam seu sexto álbum de carreira, o segundo pela gravadora “BMG Ariola”, produzido por Paulo Debétio em parceria com Pinocchio. Esse álbum pode ser considerado um divisor de águas na carreira da dupla, porque enquanto colegas de estilo amargavam quedas na vendagem, eles se mantinham em uma alta lenta e constante na carreira, chegando nesse ano ao primeiro time dos sertanejos. A partir desse momento a dupla passaria para um novo patamar, que depois de algum tempo no segundo escalão das duplas sertanejas, se tornava uma das principais representantes do gênero.
Repetindo o feito de discos anteriores, mais uma vez a dupla emplacava nas paradas de sucesso e ganhava mais um novo grande sucesso, a balada “Um, Dois, Três” ganhou grande repercussão, com letra simples e de superação e com um refrão que fica na cabeça, até hoje é bem lembrada por todos. Quem nunca cantou: “ Vamos dar as mãos 1, 2, 3, quem errar o passo perde a vez, quero ouvir todos cantando e quem desafinar cante outra vez... ”, composta por Paulo Debétio, a canção ficou eternizada pela dupla. 
Outras canções que obtiveram destaque nesse álbum foram “Amor Demais”, “Te Amo Menina”, “Papel de Chiclete”, “Nossa Senhora Aparecida”, dentre outras. 
Esse álbum ultrapassou as 600 mil cópias vendidas.

## Curiosidades
- A canção 1,2,3, composta por Paulo Debétio, chegou até a dupla "sem querer", no meio de várias fitas "Demo", no qual o compositor e produtor enviou a dupla para a escolha de repertório, quando produzia em parceria com Pinnóchio, o sexto álbum dos irmãos. Debétio disse que sua intenção, era de levar a canção para João Paulo & Daniel, e ficou surpreso ao receber uma ligação de Giovani, perguntando sobre a música e dizendo que iriam gravá-la. "Quando o Giovani me ligou perguntando sobre uma tal de "1,2,3", fiquei surpreso. Eu tinha feito algumas músicas pra eles escutarem e entreguei em várias fitas "Demo". No entanto, não sei como ela foi parar lá, no meio das outras que fiz e selecionei para a escolha do repertório".
- O hit 1,2,3 não foi unanimidade dentro da gravadora, que não acreditava em seu sucesso. "Por ser uma música dançante, alegre e descompromissada, pouca gente acreditava em seu potencial. Inclusive, nem a própria BMG Ariola queria trabalhar ela, ainda mais, como carro chefe do disco". disse Debétio. [7][8][9]

- Devido ao sucesso, a canção "1,2,3" ganhou um videoclipe oficial, gravado em Ribeirão Preto - SP, durante um show da dupla em setembro de 1996.

- No dia 7 de dezembro de 1996 em Paulínia (Interior de SP), foram convidados a participar juntamente com João Paulo & Daniel, Chrystian & Ralf e a cantora Simone, da segunda edição do Especial Amigos da rede globo, cantando com Zezé Di Camargo & Luciano as canções "1,2,3" e "Menina Veneno". O programa foi ao ar no dia 25 de Dezembro de 1996, sendo reapresentado na faixa de programação Terça Nobre, em fevereiro de 1997. Esse projeto também resultou no álbum Amigos 2[10], que vendeu mais de 1 milhão de cópias.[11][12][13]

- A canção “Samba e Cachaça” foi originalmente gravada no primeiro disco de Rio Negro & Solimões em 1989.[14]

## Faixas
| N.º            | Título                    | Compositor(es)                 | Duração |  |
| 1.             | "Te Amo, Menina"          | Carlos Randall / Danimar       | 3:54    |  |
| 2.             | "Sei Que Me Ama"          | Rick / Alexandre               | 4:25    |  |
| 3.             | "Medo"                    | Carlos Randall / Danimar       | 3:52    |  |
| 4.             | "Um Beijo Só Não Dá"      | Carlos Randall / Danimar       | 3:26    |  |
| 5.             | "Papel De Chiclete"       | Jotha Luis                     | 3:35    |  |
| 6.             | "Amor Demais"             | Carlos Randall / Danimar       | 3:11    |  |
| 7.             | "Preciso Dos Seus Olhos"  | Paulo Debétio / Roberto José   | 3:37    |  |
| 8.             | "O Amor Acabou"           | Rick / Alexandre / João Paulo  | 3:54    |  |
| 9.             | "Um, Dois, Três"          | Paulo Debétio                  | 3:38    |  |
| 10.            | "Casinha De Palha"        | Cecílio Nena                   | 2:57    |  |
| 11.            | "A Voz Do Velho"          | Darci Rossi / Vicente Castilho | 3:05    |  |
| 12.            | "Nossa Senhora Aparecida" | Paulo Debétio                  | 4:00    |  |
| 13.            | "Samba E Cachaça"         | Domiciano / Rionegro           | 3:01    |  |
| 14.            | "Tô Pensando Nela"        | Rick / Alexandre               | 3:35    |  |
| Duração total: | Duração total:            | Duração total:                 | 50:10   |  |